# Clube Bahiano de Tênis
O Clube Bahiano de Tênis, é um clube poliesportivo brasileiro sediado em Salvador que já teve como modalidade esportiva principal o futebol (com quem conquistou um título estadual e um vice-campeonato e um bicampeonato no futebol feminino). Entre suas atividades, dedica-se a natação e Ginástica rítmica. Mas foi idealizado como um clube de tênis em 1916, sendo o pioneiro na implantação desse esporte na sociedade soteropolitana.
O Clube Bahiano de Tenis foi o principal responsável pela popularidade do Tênis no estado da Bahia tendo sido o primeiro clube do estado a adotar o esporte, além disso, também teve destaque no futebol sendo campeão estadual 1 vez e 3 vezes campeão do Torneio Início da Bahia.
Tempos após terminar suas atividades no futebol masculino, o clube também teve destaque no futebol feminino, na categoria venceu o Campeonato Baiano Feminino duas vezes em 1984 (Ano da primeira edição do Campeonato Baiano Feminino) e 1985, sendo um dos principais times da categoria no estado da Bahia.

## História

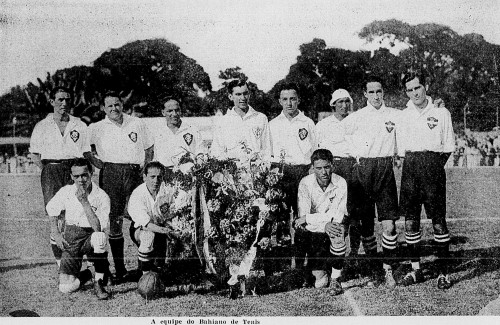
Clube Bahiano de Tênis em 1923.

A História do Clube Bahiano de Tênis começa no dia 28 de julho de 1916, quando o clube foi pioneiro na implantação do tênis na sociedade soteropolitana, e é hoje uma das instituições de esporte, cultura e lazer mais tradicionais de Salvador. No futebol, participou pela primeira vez no Campeonato Baiano de Futebol na década de 1920, quando o clube terminou a competição na sexta posição. Foi ainda no ano de 1920 que o Bahiano de Tenis conseguiu seu primeiro título, o Torneio Início da Bahia de 1920.
Em 1923 o Bahiano de Tenis conquistou o seu segundo Torneio Início da Bahia e pouco tempo depois, com apenas 11 anos de atividade, o clube conquistava seu primeiro título inédito no Campeonato Baiano de Futebol de 1927 após fazer uma ótima campanha. Ainda em 1927 o Clube Bahiano de Tênis realizou uma excursão a capital pernambucana Recife, Lá ele disputou apenas três partidas, mas venceu com facilidade todas elas, a primeira foi contra o America PE na qual ele venceu por 6x0, a segunda foi contra o Flamengo PE  vencendo o time com um placar elástico de 8x0 e na ultima partida de sua excursão, venceu o Torres por 4x2.
No ano de 1928 o time novamente fez uma boa campanha no estadual, goleou o Yankee por 8x1 e goleou o Vitória por 6x2, porém, mesmo com esses resultados ele não conseguiu chegar a altura do campeão daquela edição que foi o Ypiranga.
Em 1929, participou pela ultima vez no Campeonato Baia, não fez uma boa campanha  e terminou em quarto lugar. No futebol feminino, o clube estreava na primeira edição do Campeonato Baiano de Futebol Feminino em 1984, onde a equipe conquistaria seu primeiro título no futebol feminino. Ano seguinte, a equipe voltaria a repetir o mesmo feito, conquistando o seu bicampeonato em 1985 e participando pela última vez da modalidade futebolista. Atualmente, o clube se dedica a outras modalidades desportivas como; tênis, natação, futevôlei, ginástica rítmica e dentre outras modalidades esportivas. O clube dispõe na formação e desenvolvimento infanto-juvenil e esportes de inclusão.

## Títulos
Em seus 13 anos de historia o Clube Bahiano de Tênis teve títulos de destaque no campeonato estadual baiano, tanto no masculino, quanto no feminino. No masculino, se destaca um Campeonato Baiano e o tricampeonato do Torneio Início da Bahia, Além disso, ele conta com 2 vice campeonatos do Campeonato Baiano de Futebol.
| ESTADUAIS | ESTADUAIS               | ESTADUAIS | ESTADUAIS         |
|           | Competição              | Títulos   | Temporadas        |
| --------- | ----------------------- | --------- | ----------------- |
|           | Campeonato Baiano       | 1         | 1927              |
|           | Torneio Início da Bahia | 3         | 1920, 1923 e 1927 |

## Outras modalidades desportivas

### Futebol Feminino
O Clube Bahiano de Tênis possui apenas duas conquistas no certame.
| ESTADUAIS | ESTADUAIS                  | ESTADUAIS | ESTADUAIS   |
|           | Competição                 | Títulos   | Temporadas  |
| --------- | -------------------------- | --------- | ----------- |
|           | Campeonato Baiano Feminino | 2         | 1984 e 1985 |